# Allantoma pluriflora
Allantoma pluriflora là một loài thực vật có hoa trong họ Lecythidaceae. Loài này được S.A.Mori, Ya Y.Huang & Prance mô tả khoa học đầu tiên năm 2008.